# أليكس رييس
أليكس رييس (بالإنجليزية: Alexander Reyes)‏ هو لاعب كرة قاعدة أمريكي، ولد في 29 أغسطس 1994 في إليزابيث في الولايات المتحدة.

## وصلات خارجية
- أليكس رييس على موقع دوري كرة القاعدة الرئيسي (الإنجليزية)
- أليكس رييس على موقعبيزبول رفرنس.كوم (الدوري الرئيسي) (الإنجليزية)
- أليكس رييس على موقعبيزبول رفرنس.كوم (الدوري الثانوي) (الإنجليزية)
- أليكس رييس على موقع إي إس بي إن.كوم (أم.أل.بي) (الإنجليزية)
- أليكس رييس على موقع مشجعي الرسوم البيانية (الإنجليزية)